# Lista de condados de Nova Jérsia

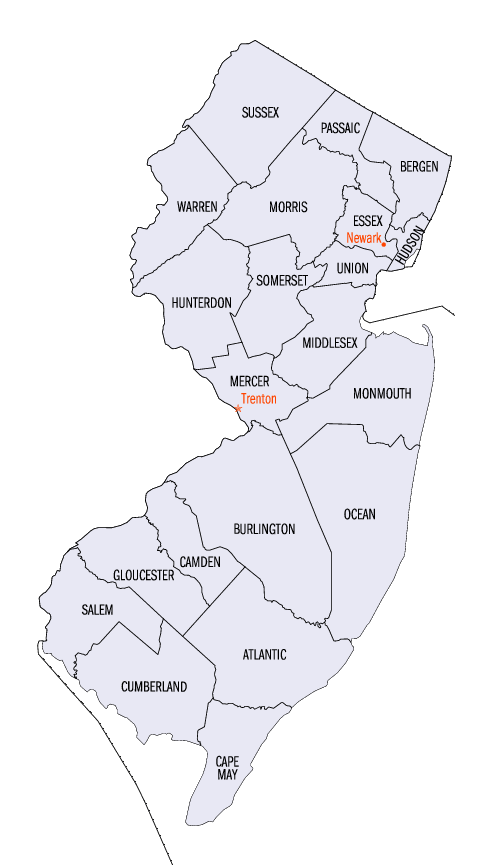
Condados de Nova Jérsia

A seguir, lista dos 21 condados de Nova Jérsia, Estados Unidos.
| - Atlantic - Bergen - Burlington - Camden - Cape May - Cumberland - Essex - Gloucester - Hudson - Hunterdon - Mercer | - Middlesex - Monmouth - Morris - Ocean - Passaic - Salem - Somerset - Sussex - Union - Warren |